# Distance hyperbolique
 (août 2023).
Si vous disposez d'ouvrages ou d'articles de référence ou si vous connaissez des sites web de qualité traitant du thème abordé ici, merci de compléter l'article en donnant les références utiles à sa vérifiabilité et en les liant à la section « Notes et références ».
La distance hyperbolique a été développée[Quand ?] par Choi et Seidel[Qui ?] afin de permettre la comparaison de formes par la distance de Hausdorff à partir de leur squelette.
Soient {\displaystyle P_{1}(p_{1},r_{1})} et {\displaystyle P_{2}(p_{2},r_{2})} deux points du squelette pondéré de la forme {\displaystyle S}. La distance hyperbolique est définie par :
{\displaystyle d_{h}(P_{1},P_{2})=max\{0,d_{E}(p_{1},p_{2})-(r_{1}-r_{2})\}}
où dE correspond à la distance euclidienne.
Choi et Seidel ont démontré[réf. souhaitée] que la distance de Hausdorff composée avec la distance hyperbolique est moins sensible aux perturbations apparaissant dans les squelettes et qu'elle est plus précise pour la comparaison de formes à partir de leur squelette.